# Yōichi Takahashi
Yōichi Takahashi (高橋 陽一 Takahashi Yōichi?,  Katsushika, Tokio, 28 de julio de 1960) es un mangaka japonés, principalmente conocido por su serie de manga Captain Tsubasa. La adaptación a serie de anime de Captain Tsubasa fue promovida por una organización de deportes japonés, ya que su historia habla sobre fútbol. Los japoneses tenían en mente promover el deporte en su país.
Fue así que asistió al Mundial de Fútbol Sub-20 de 1979, realizado en Japón, comenzó a interesarse en el fútbol y pretendía enseñar a los demás, a través de sus dibujos, lo atractivo de ese deporte como también su técnica y sus normas.
Otros de los trabajos más conocidos y recientes es Hungry Heart: Wild Striker, publicado en la revista Akita Shoten, que también es de fútbol, pero hecho con un material más realista.
En junio de 2023, fue inducido al Salón de la Fama del fútbol japonés de la JFA.